# Episodi di Til Death - Per tutta la vita (terza stagione)
Per la terza stagione sono stati ordinati 18 episodi, dei quali solo 7 sono andati in onda in patria (a causa dei bassi ascolti ottenuti) di cui tre (il secondo, il quinto ed il settimo) erano in realtà episodi rimasti da trasmettere appartenenti alla seconda stagione.
I sette episodi della terza stagione di Til Death - Per tutta la vita sono andati in onda negli Stati Uniti dal 10 settembre all'8 ottobre 2008 sulla rete televisiva Fox.
In Italia la stagione (comprensiva di un episodio andato in onda in patria solo a Natale del 2009) è andata in onda dal 4 al 25 novembre 2009 ogni mercoledì alle 22.00 con un doppio episodio settimanale sul canale satellitare Fox.
In chiaro viene trasmessa dall'8 agosto all'11 settembre 2010 ogni sabato (e, saltuariamente, anche domenica) alle 13.40 su Italia 1 tranne per lasciare spazio alle prove o gare del Motomondiale, alternata ad alcuni episodi della quarta stagione.
J. B. Smoove viene aggiunto al cast principale nel ruolo di Kenny Westchester.
A causa della trasmissione mista di episodi della seconda e terza stagione, in un paio di episodi appaiono ancora Eddie Kaye Thomas e Kat Foster.
| nº | Titolo originale     | Titolo italiano                 | Prima TV USA      | Prima TV Italia  |
| -- | -------------------- | ------------------------------- | ----------------- | ---------------- |
| 1  | Speed Bumps          | La seducente Joy                | 10 settembre 2008 | 4 novembre 2009  |
| 2  | Joy Ride             | Crisi di mezza età?             | 17 settembre 2008 | 4 novembre 2009  |
| 3  | Dreamguys            | L'amico del cuore di mia moglie | 24 settembre 2008 | 11 novembre 2009 |
| 4  | Sugar Dougie         | Matrimonio per interesse        | 1º ottobre 2008   | 11 novembre 2009 |
| 5  | Philadelphia Freedom | La casa di città                | 1º ottobre 2008   | 18 novembre 2009 |
| 6  | Circumdecision       | Decisioni difficili             | 8 ottobre 2008    | 18 novembre 2009 |
| 7  | Secret Meatball      | Piccoli segreti                 | 8 ottobre 2008    | 25 novembre 2009 |
| 8  | The Buffer           | Un ospite sgradito              | 25 dicembre 2009  | 25 novembre 2009 |

## La seducente Joy
- Titolo originale: Speed Bumps

### Trama
Joy non riesce ad evitare una multa facendo gli occhi dolci all'agente di polizia e così decide di “rinnovarsi” il look. Intanto, Keny e Tina continuano a litigare per la custodia di Beyoncé, il loro cane.

## Crisi di mezza età
- Titolo originale: Joy Ride

### Trama
Eddie decide di cambiare auto e compra una decappottabile rossa. Joy si rende conto che la passione di Eddie per la sua nuova auto ha a che fare un po' con la crisi di mezza età, così per dargli una scossa, comincia a flirtare con il suo collega di lavoro.

## L'amico del cuore di mia moglie
- Titolo originale: Dreamguys

### Trama
Kenny diventa la nuova “migliore amica” di Joy, e Eddie si sente messo da parte. Nel tentativo di inserirsi, Eddie si imbuca alla festa in stile anni '70 di Joy, e la manda all'ospedale per via di un incidente.

## Matrimonio per interesse
- Titolo originale: Sugar Dougie

### Trama
La figlia di Eddie e Joy, Allison, torna a casa in visita dall'università. Lei e il suo fidanzato litigano e decidono di lasciarsi, cosa che sta benissimo a Eddie fino a che non scopre che Doug è ricco di famiglia.

## La casa di città
- Titolo originale: Philadelphia Freedom

### Trama
Eddie e Joy trascorrono una romantica serata in città e Joy rimane talmente affascinata che decide di volersi trasferire. Eddie cerca di convincerla a mantenere la loro casa in periferia, ma alla fine anche lui sembra cambiare idea.

## Decisioni difficili
- Titolo originale: Circumdecision

### Trama
Kenny si fa prendere dal panico quando, durante uno scherzo in piscina, la sua nuova ragazza gli fa notare che non è circonciso. L'uomo decide d'andare sotto i ferri per impressionarla. Joy, tuttavia, rimane molto sorpresa dal suo voler accontentare una ragazza che conosce da poco e fa capire a Eddie che anche lui dovrebbe agire in questo modo nei suoi confronti.

## Piccoli segreti
- Titolo originale: Secret Meatball

### Trama
Joy scopre che Eddie ha un segreto che le ha tenuto nascosto per oltre vent'anni.

## Un ospite sgradito
- Titolo originale: The Buffer

### Trama
Kenny viene cacciato fuori di casa dalla sua ex, Tina, e Eddie lo ospita a casa sua. Eddie si accorge che Joy è molto più gentile e disponibile quando Kenny è in giro e fa di tutto per allungare la sua permanenza. Joy, che trova la presenza di Kenny insopportabile, decide di fare il possibile per farlo riappacificare con Tina.